# Хага, Рагниль
Рагниль Хага (норв. Ragnhild Haga; род. 12 февраля 1991, Хольтер, Наннестад) — бывшая норвежская лыжница, двукратная олимпийская чемпионка 2018 года, многократная чемпионка мира среди молодежи. Специализировалась в дистанционных гонках.
В Кубке мира Хага дебютировала в марте 2010 года. За свою карьеру одержала две победы на этапах Кубка мира.
В 2011 году стала двукратной чемпионкой мира среди юниоров, а в 2012 году стала двукратной победительницей молодёжного чемпионата мира.
На зимних Олимпийских играх 2018 года в гонке с раздельным стартом на дистанции 10 км, сумела показать первое время и стать олимпийской чемпионкой. 
Использует лыжи производства фирмы Fischer.

## Результаты

### Олимпийские игры
| Олимпийские игры | Спринт | Командный спринт | 10 км раздельный старт | 7,5+7,5 км скиатлон | 30 км масс-старт | Эстафета |
| ---------------- | ------ | ---------------- | ---------------------- | ------------------- | ---------------- | -------- |
| 2018 Пхёнчхан    | —      | —                | 1                      | 15                  | 12               | 1        |
| 2022 Пекин       | —      | —                | —                      | 29                  | 28               | 5        |

### Чемпионаты мира по лыжным видам спорта
| Чемпионат мира  | Спринт | Командный спринт | 10 км раздельный старт | 7,5+7,5 км скиатлон | 30 км масс-старт | Эстафета |
| --------------- | ------ | ---------------- | ---------------------- | ------------------- | ---------------- | -------- |
| 2015 Фалун      | —      | —                | 29                     | —                   | —                | —        |
| 2017 Лахти      | —      | —                | —                      | —                   | 4                | —        |
| 2019 Зефельд    | —      | —                | —                      | —                   | 10               | —        |
| 2021 Оберстдорф | —      | —                | 7                      | —                   | —                | —        |